# Бумбо
Бумбо (англ. bumbo) — алкогольный напиток на основе рома, широко распространённый среди населения, главным образом пиратов Вест-Индии в XVII — XVIII веках. Бумбо приготовлялся способом смешения рома и воды, при этом в состав напитка добавлялись также сахар, мускатный орех, корица.
Современный напиток бумбо представляет собой коктейль из чёрного рома, сока цитрусовых, с добавлением мускатного ореха; может подаваться в горячем виде.
Бумбо был особенно популярен в Карибском море в течение золотой эры пиратства, в значительной степени потому что на вкус был лучше грога. Бумбо утолял жажду не только пиратов, но и купцов. Вода и пиво в походных условиях быстро портились, в отличие от рома. Поэтому был найден выход: разбавлять ром водой.

## Рецепт бумбо
На две унции рома добавляется одна унция воды и 2 кубика сахара, затем добавляются корица и мускатный орех по вкусу.